# Подмосковный угольный бассейн
Подмосковный угольный бассейн — буроугольный бассейн в Ленинградской, Новгородской, Тверской, Смоленской, Московской, Калужской, Тульской и Рязанской областях.

## История
Впервые запасы угля открыты в 1722 году (в этом году месторождение угля было открыто крепостным Иваном Палицыным в Переяслав-Рязанской провинции (нынешняя Рязанская область)), добыча же ведётся с 1855 года, первая шахта открыта в районе села Малёвка Богородицкого уезда Тульской губернии.
Площадь угленосных отложений (до глубины 200 м) около 120 тыс. км²; ширина дугообразной полосы 80—100 км. Геологические запасы углей 11,8 млрд тонн, в том числе разведанные 5,3 млрд тонн (1973).
Разведанные запасы на 1997 год составляют 6,8 млрд тонн, в том числе балансовые — 3,9 млрд тонн (минимальная мощность пласта — 1,3 м, зольность — 45 %).
Масштабная добыча бурого угля началась в 1920-х годах в рамках реализации идеи использования местных топливных ресурсов (см. план ГОЭЛРО) и необходимости во время Гражданской войны 1918—1920 годов обеспечивать топливом Центральный регион. Промышленная разработка месторождений производилась в Тверской, Смоленской, Калужской и Тульской областях. В 1940—1960-х годах на трёх месторождениях использовалась технология подземной газификации угля, каждое месторождение вырабатывало газа, эквивалентного свыше 100 тыс. тонн у.т. в год. В 1958 году в Тульской области вскрыт первый разрез — «Кимовский» (Кимовский район), за ним «Богородицкий» (у города Богородицка), «Грызловский» (Венёвский район) и «Ушаковский» (Узловский район).
| 1858 | 1877 | 1898 | 1913 | 1917 | 1930 | 1941  | 1945  | 1950  | 1957  | 1959  | 1960  | 1990  | 1996 | 1998 | 1999 | 2005 | 2016 | 2019 |
| ---- | ---- | ---- | ---- | ---- | ---- | ----- | ----- | ----- | ----- | ----- | ----- | ----- | ---- | ---- | ---- | ---- | ---- | ---- |
| 0,01 | 0,47 | 0,17 | 0,30 | 0,70 | 1,70 | 10,00 | 20,00 | 31,20 | 44,00 | 47,60 | 43,70 | 13,20 | 2,60 | 1,30 | 0,89 | 1,00 | 0,30 | 0,10 |

С 1960-х годов, с началом поставок в Центральный район более дешёвых природного газа и мазута, произошло плавное снижение добычи. Прежде всего, с развитием газодобычи в Западной Сибири и строительством газопроводов в Европу, тепловые электростанции стали переводить на газ, имеющий существенные преимущества перед твёрдым и жидким топливом (более высокий КПД, удобство транспортировки через трубопроводы и подачи к печам, отсутствие золы при сгорании, значительно меньшее содержание токсичных веществ в дыме), таким образом добыча энергетических углей была признана малорентабельной. Из-за низкого качества угля (средние зольность 31 %, содержание серы 3 %, влаги 33 %, теплота сгорания 11,4—28,2 МДж/кг) и высокой стоимости его добычи (высокая обводнённость пластов) в 1980—1990-х годах практически все добывающие предприятия были закрыты. За время эксплуатации месторождений добыто свыше 1,2 млрд тонн угля.
В настоящее время добыча подземным способом прекращена. Последней действующей шахтой была шахта «Подмосковная», расположенная в Тульской области недалеко от посёлка Грицовский. Добыча угля в ней прекратилась в июле 2009 года, в феврале 2010 шахта была затоплена. По состоянию на 2016 год, сохранялась добыча открытым способом в Скопинском районе Рязанской области у деревни Петрушино, она была прекращена в 2020 году.
С освоением бассейна связано развитие многих шахтёрских городов и посёлков, среди них Нелидово, Сафоново, Куровской, Поддубный, Сосенский, Середейский, Товарковский, Новомосковск и его агломерация, Скопин.
Потребителями угля были многие местные промышленные предприятия, а самыми крупными — электростанции, такие как Каширская, Черепетская, Смоленская, Щёкинская, Рязанская. Местная электроэнергетика ещё в начале 2000-х оставалась основным потребителем добываемого подмосковного угля.

## Экологические последствия
За все время эксплуатации из 180 шахт Подмосковного угольного бассейна извлечено более 1,2 млрд т угля и изъято из сельскохозяйственного оборота около 1000 га пахотных земель. Суммарный объём складированного в отвалы материала составляет 100 млн м3. Каждый отвал (которых на территории бассейна более 150) содержит 300–600 тыс. м3 токсичных, потенциально кислых за счёт окисления сульфидов промышленных отходов . Помимо этого, рядом с заброшенными и нерекультивированными отвалами появились делювиально-пролювиальные шлейфы, образованные эрозионной деятельностью кислых фильтрационных вод .

## Романцевские горы
После закрытия Ушаковского угольного разреза в 1996 году не была проведена рекультивация карьеров — их затопили грунтовыми водами, а на терриконах появилась растительность. Атмосферные осадки сформировали необычный пейзаж, который стал привлекать туристов. В 2018 году эта местность была отнесена к особо охраняемой природной территории (ООПТ).